# Winteruniversiade 2013

Vlag van de FISU

De Winteruniversiade van 2013 werd gehouden in Trente, Italië. Het was de 26e editie. Aan deze editie van de Universiade deden 1725 studenten uit 51 landen mee. Er stonden 79 evenementen in 12 sporten op het programma.

## Toewijzingen
Oorspronkelijk waren deze spelen toegewezen aan Maribor in Slovenië, maar de organisatie zat met financiële problemen. In maart 2012 besloot de organistor, de Fédération internationale du sport universitaire de Winteruniversiade 2013 te verplaatsen naar de Italiaanse autonome provincie Trente.

## Sporten
- Alpineskiën
- Biatlon
- Curling
- Freestyleskiën
- IJshockey
- Kunstschaatsen
- Langlaufen
- Noordse combinatie
- Schaatsen
- Schansspringen
- Shorttrack
- Snowboarden

## Accommodaties
Het langebaanschaatsen en curling werden gehouden in Baselga di Pinè, het freestyleskiën en snowboarden in Monte Bondone, het vrouwenijshockey in Pergine Valsugana, de openingsceremonie, het kunstschaatsen en shorttrack in Trento-stad, de sluitingsceremonie, het alpineskiën en een deel van het mannenijshockey in Val di Fassa, en het biatlon, langlaufen, noordse combinatie, schansspringen en het andere deel van het mannenijshockey vonden plaats in Val di Fiemme.

## Medaillespiegel
| Plaats | Land       | Goud | Zilver | Brons | Totaal |
| 1      | Rusland    | 15   | 16     | 19    | 50     |
| 2      | Polen      | 10   | 10     | 3     | 23     |
| 3      | Zuid-Korea | 8    | 9      | 7     | 24     |
| 4      | China      | 5    | 2      | 3     | 10     |
| 5      | Tsjechië   | 4    | 3      | 6     | 13     |
| 6      | Italië     | 3    | 5      | 5     | 13     |
| 22     | Nederland  | 1    | 0      | 1     | 2      |
| Totaal | Totaal     | 80   | 79     | 78    | 237    |